# Hylesia orbana
Hylesia orbana är en fjärilsart som beskrevs av William Schaus 1932. Hylesia orbana ingår i släktet Hylesia och familjen påfågelsspinnare. Inga underarter finns listade i Catalogue of Life.